# Bipinnula canisii
Bipinnula canisii là một loài thực vật có hoa trong họ Lan. Loài này được Dutra ex Pabst mô tả khoa học đầu tiên năm 1955.

## Hình ảnh

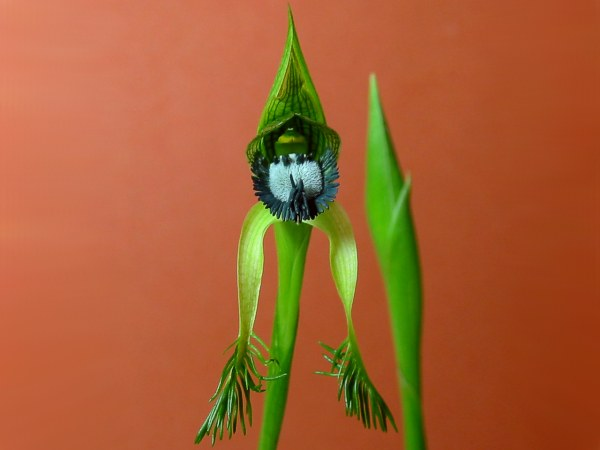
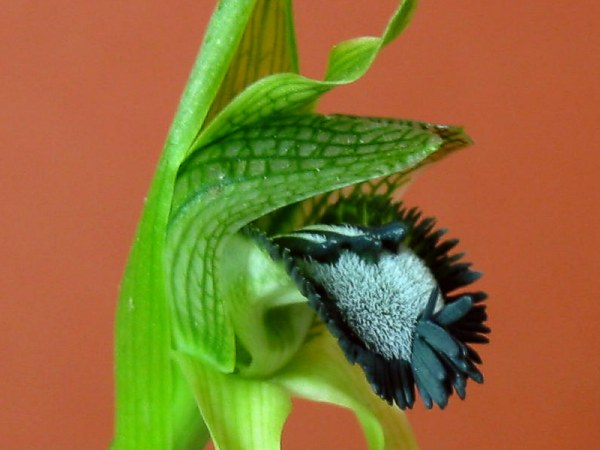
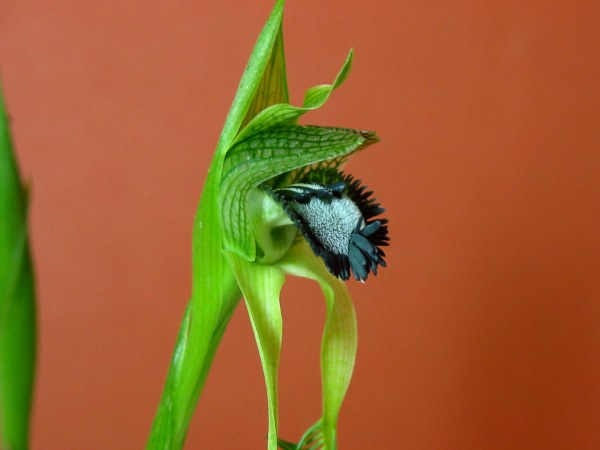
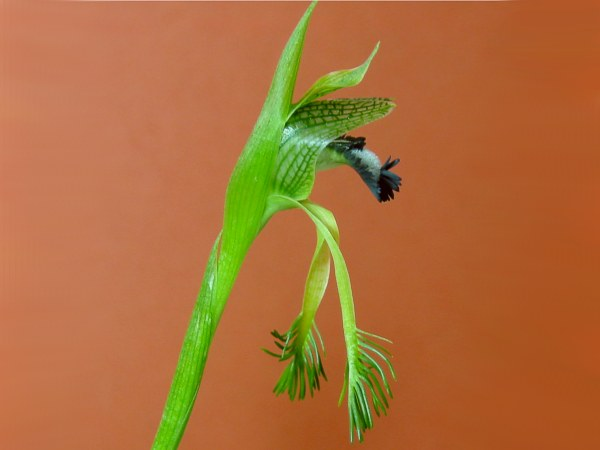